# Honkin’ on Bobo Tour
Honkin’ on Bobo Tour – osiemnasta trasa koncertowa grupy muzycznej Aerosmith; w jej trakcie odbyło się czterdzieści sześć koncertów.

## Program koncertów

### Wariant 1
1. "Toys in the Attic"
2. "Love in an Elevator"
3. "Road Runner"
4. "Baby, Please Don't Go"
5. "Cryin'"
6. "The Other Side"
7. "Back in the Saddle"
8. "Draw the Line"
9. "Dream On"
10. "Stop Messin' Around"
11. "Jaded"
12. "I Don’t Wass To Miss A Thing"
13. "Sweet Emotion"
14. "Never Loved Girl"
15. "Walk This Way"

Bisy:
1. "Last Child"
2. "Same Old Song And Dance"
3. "Train Kept A Rollin'"

### Wariant 2
1. "Toys in the Attic"
2. "Love in an Elevator"
3. "Baby, Please Don't Go"
4. "Cryin'"
5. "The Other Side"
6. "Draw the Line"
7. "Dream On"
8. "Stop Messin' Around"
9. "Jaded"
10. "Hole In My Soul"
11. "I Don’t Want to Miss a Thing"
12. "Sweet Emotion"
13. "Never Loved a Girl"
14. "Livin' on the Edge"
15. "Last Child"
16. "Walk This Way"
17. "Train Kept A Rollin'"

### Wariant 3
1. "Back in the Saddle"
2. "Toys in the Attic"
3. "Love in an Elevator"
4. "Road Runner"
5. "The Other Side"
6. "Cryin'"
7. "Jaded"
8. "Stop Messin' Around"
9. "Same Old Song And Dance"
10. "Dream On"
11. "Draw the Line"
12. "Baby, Please Don't Go"
13. "Mother Popcorn"
14. "Walk This Way"
15. "Sweet Emotion"
16. "Kept Train A Rollin'"

## Lista koncertów
1. 11 marca 2004 – Lubbock, Teksas, USA – United Spirit Arena
2. 13 marca 2004 – El Paso, Teksas, USA – Don Haskins Center
3. 15 marca 2004 – Hildago, Teksas, USA – Dodge Arena
4. 19 marca 2004 – Little Rock, Arizona, USA – Alltel Arena
5. 21 marca 2004 – Bossier City, Luizjana, USA – CenturyTel Center
6. 23 marca 2004 – Tupelo, Missisipi, USA – BancorpSouth Center
7. 25 marca 2004 – Lafayette, Luizjana, USA – Cajundome
8. 27 marca 2004 – Biloxi, Missisipi, USA – Mississippi Coast Coliseum
9. 29 marca 2004 – Pensacola, Floryda, USA – Pensacola Civic Center
10. 1 kwietnia 2004 – Tallahassee, Floryda, USA – Leon County Civic Center
11. 3 kwietnia 2004 – Sunrise, Floryda, USA – Office Depot Center
12. 5 kwietnia 2004 – Orlando, Floryda, USA – TD Waterhouse Centre
13. 7 kwietnia 2004 – Columbia, Karolina Południowa, USA – Colonial Center
14. 9 kwietnia 2004 – Atlanta, Georgia, USA – Phillips Arena
15. 14 kwietnia 2004 – Filadelfia, Pensylwania, USA – Wachovia Center
16. 16 kwietnia 2004 – Dayton, Ohio, USA – Nutter Center
17. 20 kwietnia 2004 – Montreal, Kanada – Bell Centre
18. 22 kwietnia 2004 – Hamilton, Kanada – Copps Coliseum
19. 24 kwietnia 2004 – Green Bay, Wisconsin, USA – Resch Center
20. 4 maja 2004 – Ames, Iowa, USA – Hilton Coliseum
21. 6 maja 2004 – Madison, Wisconsin, USA – Kohl Center
22. 8 maja 2004 – Peoria, Illinois, USA – Peoria Civic Center
23. 10 maja 2004 – Evansville, Indiana, USA – Roberts Stadium
24. 12 maja 2004 – Sioux City, Iowa, USA – Tyson Events Center
25. 14 maja 2004 – Winnipeg, Kanada – Winnipeg Arena
26. 16 maja 2004 – Saskatoon, Kanada – Saskatchewan Place
27. 18 maja 2004 – Edmonton, Kanada – Rexall Place
28. 20 maja 2004 – Calgary, Kanada – Pengrowth Saddledome
29. 22 maja 2004 – Ridgefield, Waszyngton, USA – Clark County Amphitheater
30. 24 maja 2004 – Nampa, Idaho, USA – Idaho Center
31. 2 czerwca 2004 – Dallas, Teksas, USA – Smirnoff Music Centre
32. 4 czerwca 2004 – The Woodlands, Teksas, USA – Cynthia Woods Michelle Pavilion
33. 8 czerwca 2004 – Noblesville, Indiana, USA – Verizon Wireless Music Center
34. 10 czerwca 2004 – Darien, Nowy Jork, USA – Darien Like Six Flags P.A.C.
35. 18 czerwca 2004 – Burgettestown, Pensylwania, USA – Post-Gazette Pavillion @ Star Lake
36. 22 czerwca 2004 – Wantagh, Nowy Jork, USA – Jones Beach Theater
37. 24 czerwca 2004 – Mansfield, Massachusetts, USA – Tweeter Center
38. 26 czerwca 2004 – Hershey, Pwnsylwania, USA – HersheyPark Stadium
39. 28 czerwca 2004 – Cuyahoga Falls, Ohio, USA – Blossom Music Center
40. 30 czerwca 2004 – Holmdel, New Jersey, USA – PNC Bank Arts Center
41. 10 lipca 2004 – Sapporo, Japonia – Sapporo Dome
42. 13 lipca 2004 – Osaka, Japonia – Osaka Dome
43. 17 lipca 2004 – Nagoja, Japonia – Nagoya Dome
44. 20 lipca 2004 – Tokio, Japonia – Tokyo Dome
45. 24 lipca 2004 – Jokohama, Japonia – Yokohama International Stadium
46. 25 lipca 2004 – Osaka, Japonia - Osaka Dome

## Źródła
- www.aerosmithtemple.com